# Pueblos indígenas de los Everglades

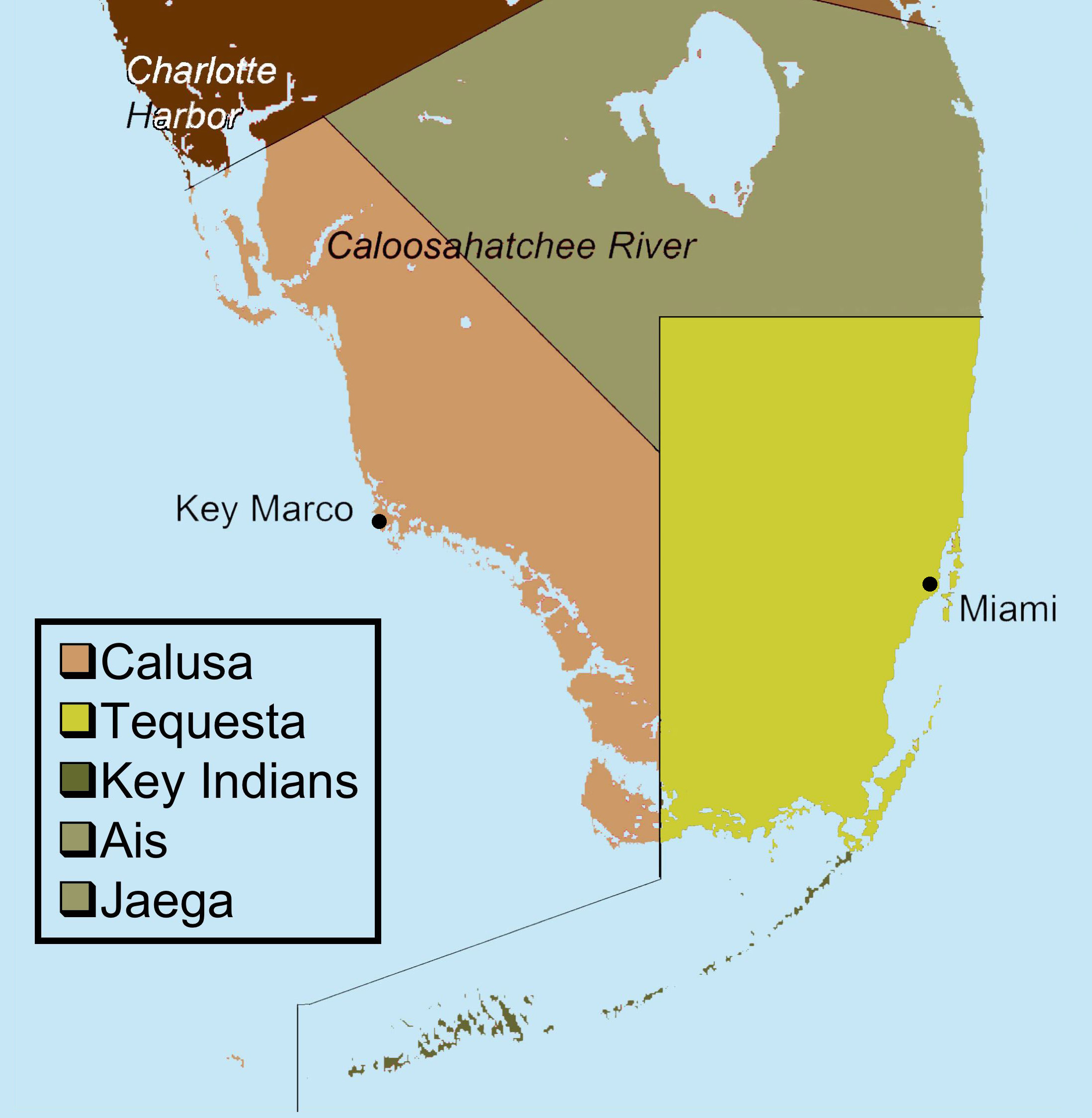
Áreas arqueológicas donde habitaban las tribus de los Everglades desde 1513 hasta 1743.

Los pueblos indígenas de la región de los Everglades llegaron a la península de Florida en los actuales Estados Unidos hace aproximadamente 14 000 o 15 000 años, probablemente en pos de animales grandes para cazar. Los paleoindios se encontraron con un paisaje árido con plantas y animales adaptados a las condiciones de pradera y matorral xerófilo. Los animales grandes se extinguieron en Florida hace aproximadamente 11 000 años y los cambios climáticos hace 6500 años trajeron un ambiente más húmedo. Los arqueólogos llamaron pueblos arcaicos a las culturas que surgieron de las lentas adaptaciones a las nuevas condiciones del medio ambiente, caracterizadas por aprovechar los recursos de los que disponían para crear una abundancia de herramientas.
Hace aproximadamente 5000 años, el clima cambió otra vez y el lago Okeechobee empezó a inundar regularmente  las zonas circundantes, lo que dio lugar a los ecosistemas de los Everglades.
De los pueblos arcaicos del área surgieron dos tribus principales: los calusa y los tequesta. Los exploradores españoles describieron por escrito a estas gentes, a las que buscaban convertir y conquistar. Aunque vivían en sociedades complejas, en la actualidad no quedan muchos indicios de su presencia. Los calusa eran más numerosos y su estructura política era más poderosa; el centro de su territorio se encontraba en lo que actualmente es Fort Myers y se extendía al norte hasta Tampa, al oriente hasta el lago Okeechobee y al sur hasta los cayos. Los tequesta vivían en la costa del sudeste de la península de Florida, alrededor de la actual bahía de Biscayne y el río Miami. Ambas sociedades estaban bien adaptadas para vivir en los ecosistemas de las regiones de los Everglades.

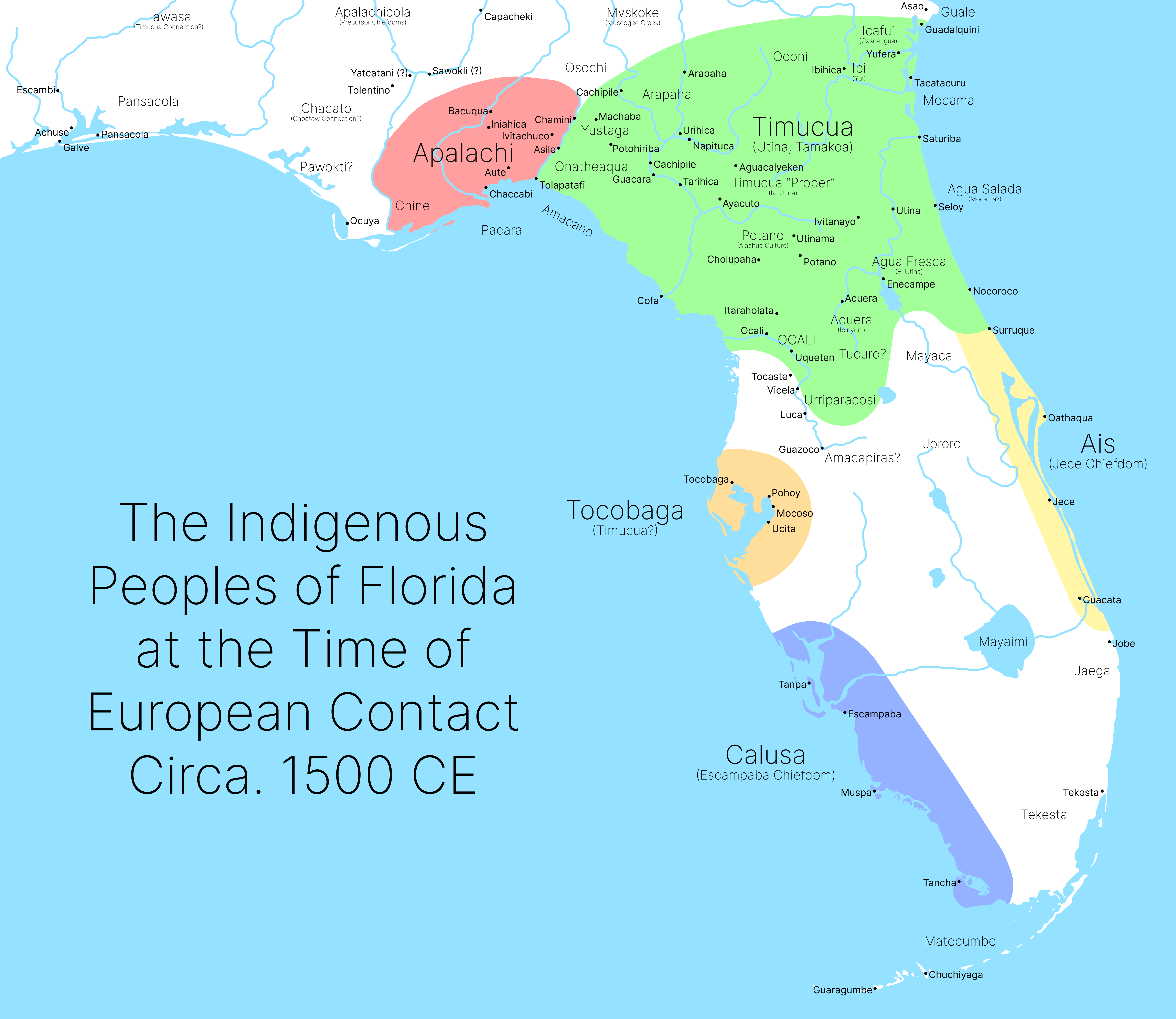
Regiones Ais, Timucua, Apalache y Calusa en el siglo

Después de más de 210 años de relaciones con los españoles, ambas sociedades indígenas perdieron su cohesión. Los registros oficiales indican que los sobrevivientes de las guerras y enfermedades fueron transportados a La Habana a finales del siglo XVIII. Algunos grupos aislados que permanecieron el Florida se incorporaron a la tribu semínola, formada por etnogénesis en el norte de Florida por la mezcla de un grupo de creeks con miembros sobrevivientes de sociedades precolombinas, a los que también se unieron negros libres o esclavos fugados, conocidos como semínolas negros. Durante las Guerras Seminolas, entre 1835 y 1842, los semínolas  se vieron forzados a huir a los Everglades para escapar de los militares estadounidenses; varias de las primeras exploraciones registradas del área se llevaron a cabo durante las expediciones de persecución llevadas a cabo por el ejército estadounidense. Los semínolas siguen viviendo en la región de los Everglades y desde el siglo XX se sustentan con los ingresos de los casinos, localizados en seis reservas. 

## Población prehistórica
| Periodo                   | Fechas                                          |
| ------------------------- | ----------------------------------------------- |
| Paleo-Indio               | 10 000–7000 a. C.                               |
| Arcaico: Temprano Finales | 7000–5000 a. C. 5000–3000 a. C. 3000–1500 a. C. |
| Transicional              | 1500–500 a. C.                                  |
| Glades I                  | 500 a. C.–800 d. C.                             |
| Glades II                 | 800–1200                                        |
| Glades III                | 1200–1566                                       |
| Histórico                 | 1566–1763                                       |

Los primeros habitantes humanos de Florida llegaron hace 14 000 o 15 000 años; en aquella época la zona tenía un clima y un aspecto totalmente diferentes a los actuales. La costa occidental se encontraba a unos 160 km al oeste de su ubicación actual. El paisaje era característico de regiones áridas, con grandes dunas y vientos fuertes; las muestras de polen corroboran que la vegetación se componía de pequeños grupos de roble y matorrales. Durante el periodo de retroceso del hielo glaciar, los vientos se redujeron y la vegetación se hizo más abundante y variada. Las dieta paleoindia consistía predominantemente en plantas pequeñas y animales salvajes, como dientes de sable, perezosos terrestres y osos de anteojos de Florida. La megafauna pleistocénica se extinguió hace aproximadamente 11 000 años.
Durante el máximo del Holoceno, hace unos 6500 años, el clima de Florida cambió otra vez  y se volvió mucho más húmedo. En esta época los paleoindios pasaban más tiempo en sus campamentos y se desplazaban menos a menudo entre fuentes de agua. Las poblaciones que sobrevivieron a la extinción de la mayor parte de la megafauna eran principalmente cazadores-recolectores que dependían de caza menor y de la pesca, y son conocidos como los pueblos arcaicos de la península de Florida, en referencia al periodo Arcaico de América. Dependían más de las plantas para alimentarse que sus antepasados y fueron capaces de adaptarse al clima cambiante y a las transformaciones resultantes en las  poblaciones de plantas y animales.
Florida experimentó una prolongada sequía entre el inicio de la era Arcaica Temprana y el Arcaico Medio. A pesar de que la población de la península disminuyó, el uso de herramientas se incrementó considerablemente durante este tiempo. Entre los artefactos hallados se encuentran taladros, cuchillos, hachas, atlatles, y punzones hechos de piedra, cuernos y hueso. Durante el Arcaico Tardío, el clima nuevamente se volvió más húmedo y sobre el año 3000 a. C. la población aumentó gracias a la subida de las capas freáticas; al mismo tiempo se dio un desarrollo cultural y surgieron tres culturas similares pero distintas: okeechobee, caloosahatchee y glades, llamadas así por las masas de agua en cuyas cercanías se ubicaban.
La cultura de los glades está dividida en tres periodos, descritos por el arqueólogo John Goggin cuando en 1947 excavó tres concheros) en el cayo Matecumbe, en Gordon Pass —cerca de Naples, Florida— y al sur de lago Okeechobee cerca de la actual Belle Glade. El primer periodo (glades I) data desde 500 a. C. hasta 800 d. C., aparentemente se centró alrededor de Gordon Pass y se considera como el menos sofisticado debido a la escasez de artefactos; los que se han encontrado —principalmente hechos de cerámica— son toscos y simples.  El segundo período (glades II) se caracteriza por artefactos de cerámica con más adornos, un amplio uso de herramientas en toda la región del sur de Florida y la aparición de artefactos religiosos en cementerios. La cultura de los glades II alcanzó el culmen de su desarrollo en 1200. Los adornos de cerámica eran más complejos y pueden subdividirse en diferentes tipos de decoración. El desarrollo de ornamentos ceremoniales hechos de conchas, y la construcción de grandes terraplenes asociados con rituales de entierro también revelan una cultura en expansión. En el tercer periodo, o cultura de los glades III surgen dos tribus distintas que vivían en los alreadedores  de los Everglades: los calusa y los tequesta.

## Calusa
La información escrita sobre los habitantes de Florida a partir de 1566 proviene de los exploradores y pobladores europeos. Se presume que el primer europeo en establecer contacto con los pueblos indígenas de Florida en 1513  fue Juan Ponce de León, que se enfrentó a tribus hostiles, posiblemente los ais o tequestas, antes de rodear el cabo Sable y contactar con los calusa, la tribu más grande y poderosa en el sur de Florida. Ponce de León encontró a un calusa que hablaba el español con fluidez. El explorador presumió que el hispanohablante provenía de La Española, pero también es posible que existieran contactos y comercio entre los calusa y los indígenas cubanos, o que Ponce de León no fuera el primer español en tener contacto con los indígenas de Florida. Durante su segunda visita a Florida del Sur, Ponce de León fue asesinado por los calusa, y la tribu ganó una reputación de violencia, que provocó que futuros exploradores los evitaran. Los calusa resistieron a los intentos de misioneros de convertirlos durante los más de doscientos años de relaciones con los españoles.
Los calusa eran llamados «carlos» por los españoles, que pudo haber sido una variación de la palabra muskogueana kalo que significaba «negro» o «poderoso».  Mucho de lo que se conoce acerca de los calusa proviene de los escritos de Hernando de Escalante Fontaneda, que sobrevivió a un naufragio en la costa de Florida en 1545, a los trece años de edad. Durante diecisiete años vivió con los calusa, hasta que el explorador Pedro Menéndez de Avilés lo encontró en 1566 y lo llevó a España. Menéndez se acercó a los calusa con la intención de establecer relaciones con ellos para facilitar el establecimiento de una futura colonia española. El jefe o el cacique descrito por Fontaneda era conocido como Carlos por los españoles. Este nombre, así como Felipe, provenientes de la realeza española, eran adoptados por los calusa en posiciones de importancia; El cacique Carlos de la época de Fontaneda fue el jefe más poderoso durante la colonización española. Menéndez se casó con su hermana con el fin de facilitar las relaciones entre los españoles y los calusa, siguiendo una costumbre común en las sociedades de Florida del Sur para solucionar disputas o establecer acuerdos entre ciudades rivales. Menéndez, sin embargo, ya estaba casado y expresó su incomodidad con la unión. Incapaz de evitar el matrimonio, llevó a la hermana de Carlos a La Habana, donde recibió una educación y murió unos años más tarde; el matrimonio nunca fue consumado.

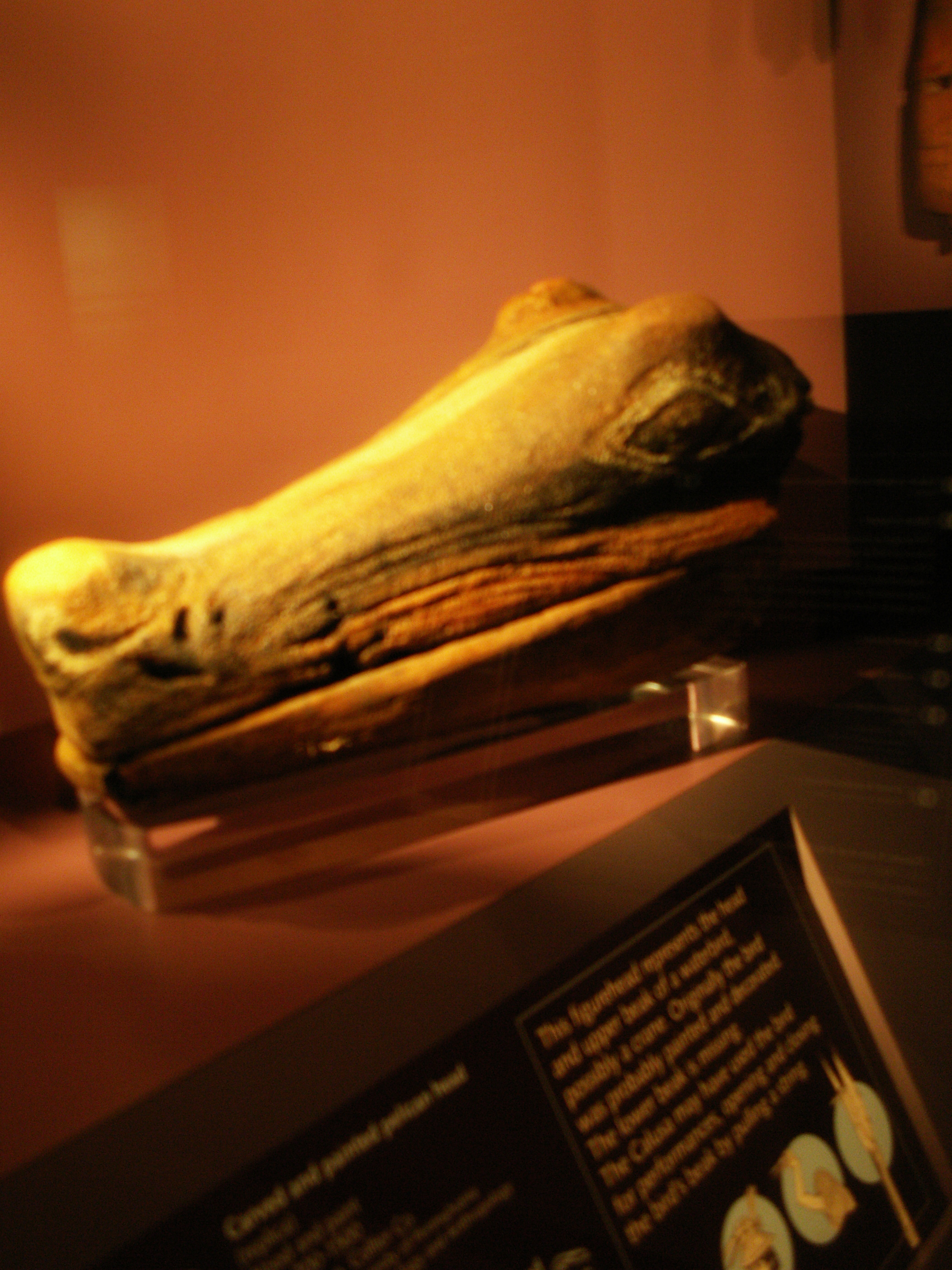
Escultura calusa de madera de un cocodrilo hallada en Cayo Marco en 1895, en exhibición en el Museo de Historia Natural de Florida.

Según la autobiografía de 1571 de Fontaneda, Carlos controlaba cincuenta pueblos localizados en la costa occidental de Florida, alrededor de lago Okeechobee —que ellos llamaban Mayaimi— y en los Cayos de Florida. Algunas poblaciones menores de ais y jaega al este de lago Okeechobee pagaban tributos regulares a Carlos. Los españoles sospechaban que los calusa saqueaban los tesoros de naufragios y distribuían el oro y plata entre los ais y jaega, de los que Carlos recibía la mayor parte. El pueblo principal de los calusa bordeaba con la bahía Estero en lo que hoy en día es Mound Key, donde el río Caloosahatchee desemboca en el Golfo de México. Fontaneda describía el sacrificio humano como una práctica común: cuando el hijo de un cacique moría, cada residente ofrecía a uno de sus hijos en sacrificio, y cuando el cacique moría, sus criados eran sacrificados para acompañarlo. Además se requería el sacrificio anual de una cristiano para satisfacer a una deidad de los calusa. Las construcciones de conchas de varios tamaños y formas también tenían significado espiritual para los calusa. En 1895, el arqueólogo Frank Hamilton Cushing descubrió una acumulación de conchas en Cayo Marco formada por terrazas de cientos de metros. Cushing excavó más de mil artefactos calusa, entre ellos herramientas de hueso y concha, cerámicas, huesos humanos, máscaras y esculturas de animales de madera.
Los calusa, como sus predecesores, eran cazadores-recolectores que se alimentaban de pescado, tortugas, caimanes, mariscos y varias especies de plantas. Al no poder darle uso a la piedra caliza del área por su blandura, confeccionaban la mayor parte de sus herramientas con hueso o dientes, aunque también empleaban cañas afiladas. Las armas consistían en arcos y flechas, átlatles y lanzas. Habitaban predominantemente en las desembocaduras de ríos o en los cayos. Usaban canoas para el transporte, como evidencian los montículos de conchas a lo largo de las rutas de las canoas en el interior y los alrededores de los Everglades. Las tribus del sur de Florida atravesaban frecuentemente los Everglades en canoa pero raramente vivían en su interior. Los viajes en canoa a Cuba también eran comunes.
Los poblados de los calusa a menudo contaban con más de doscientos habitantes. La sociedad era jerárquica; además del cacique, los sacerdotes y guerreros ocupaban los estratos sociales superiores. Los vínculos familiares sustentaban la jerarquía, y el matrimonio entre hermanos era habitual entre la élite. Fontaneda escribió: «Estos indios no tienen oro, ni plata y menos ropa. Van desnudos excepto por taparrabos tejidos de palmas, con los cuales los hombres se cubren; las mujeres hacen algo parecido con cierta hierba que crece en árboles. Esta hierba se parece a la lana, aunque es diferente». La única descripción existente de una edificación es la de la casa donde Carlos conoció a Menéndez: grande, con ventanas y espacio para más de mil personas.
Los españoles pensaban que Carlos era incontrolable, y sus sacerdotes y los calusa luchaban casi constantemente. Carlos murió cuando un soldado español le disparó con una ballesta. Después de la muerte de Carlos, el liderazgo de la sociedad pasó al cacique Felipe, que fue asesinado por los españoles. Se pensaba que a principios de la ocupación de los españoles había entre cuatro y siete miles de calusas, pero la sociedad entró en decadencia después de la muerte de Carlos y hacia 1697 su número se estimaba en aproximadamente mil. A principios del siglo XVIII, los yamasi del norte atacaron a los calusa. Muchos buscaron trasladarse a Cuba, donde casi doscientos de ellos murieron de enfermedades. Algunos se reubicaron posteriormente en Florida, donde podrían haber sido asimilados por la cultura semínola, que se desarrolló durante el siglo XVIII.

## Tequesta
Los tequesta eran otros pobladores de Florida del Sur, menos poderosos y numerosos  que los calusa. Ocupaban el sudeste de la península donde se encuentran en la actualidad los condados de Broward y Dade. Se cree que estaban bajo la dominación de los calusa, pero según las crónicas a veces se negaban a obedecer a los caciques calusa, y entraban en guerra como resultado. Al igual que los calusa, los tequesta raramente habitaban en el corazón de los Everglades, sino en las praderas costeras y bosques de pino al este de los cenagales. Al norte, su territorio bordeaba con el de los ais y jaega. Las sociedades tequesta, como las calusa, se ubicaban en las desembocaduras de ríos. Su pueblo principal estaba probablemente en el río  Miami o Little River. Un montículo de conchas en Little River marca la ubicación de un poblado. Aunque se conservan pocos restos de los tequesta, se piensa que el círculo de Miami, un sitio de importancia arqueológica descubierto en 1998 en el centro de la ciudad de Miami puede ser de origen tequesta; arqueólogos y antropólogos continúan estudiándolo para determinar su trascendencia.

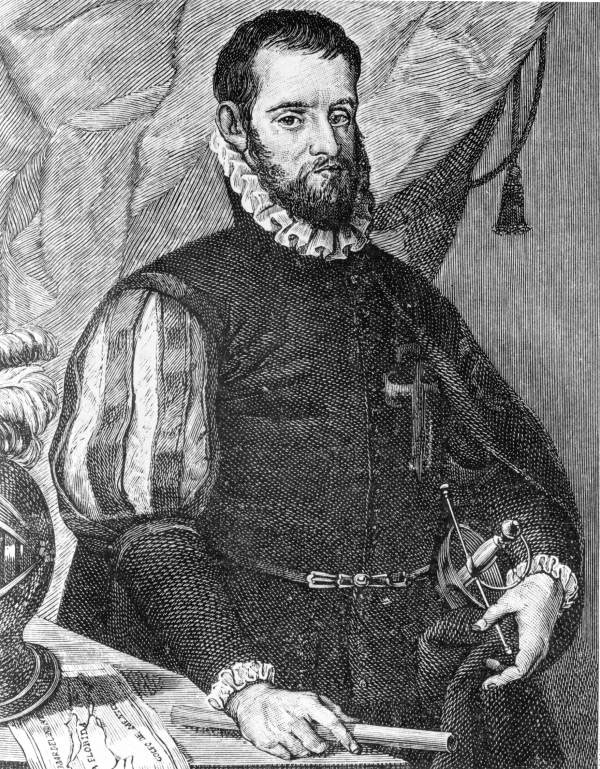
Pedro Menéndez de Avilés mantuvo relaciones amistosas con los tequesta.

Los tequesta eran enormemente temidos por los marineros españoles, que sospechaban que torturaban y mataban a los sobrevivientes de naufragios. Según los religiosos españoles, los tequesta habían sacrificado a niños para celebrar un acuerdo de paz con otra tribu. Como los calusa, los tequesta se dedicaban a la caza menor, pero su dieta dependía más de raíces y menos del marisco que la de los calusa. No practicaban la agricultura. Eran expertos piragüistas y cazaban lo que Fontaneda llamaba ballenas, pero probablemente eran manatíes en el océano abierto: los capturaban con un lazo y les clavaban una estaca a través del hocico.
El primer contacto con exploradores españoles ocurrió en 1513 cuando Juan Ponce de León visitó la bahía llamada Chequescha o Bahía Vizcaína. Al recibir una bienvenida poco acogedora por parte de los tequesta, partió para entrar en contacto después con los calusa. Menéndez descubrió a los tequesta en 1565 y mantuvo una relación amistosa con ellos; llegó a construir algunas casas y establecer una misión. También llevó al sobrino del jefe a La Habana para que lo educaran, y al hermano del jefe a España. Después de la visita de Menéndez hay pocas referencias a los tequesta, aparte de una mención en 1673 a contactos adicionales para convertirlos. La última información escrita sobre los tequesta proviene del sacerdote español padre Alaña, quien describió en 1743 un asalto por otra tribu; los sobrevivientes fueron solo treinta, y los españoles los transportaron a La Habana. En 1770 un topógrafo británico descubrió múltiples pueblos desiertos en la región donde los tequesta habían vivido. El arqueólogo John Goggin pensaba que cuando los euroamericanos se establecieron en el área en 1820, los tequesta que aún pudieran encontrarse allí se incorporaron a la población de semínolas; estos eran los únicos nativos americanos de Florida identificados por entonces.

## Semínola y mikasuki

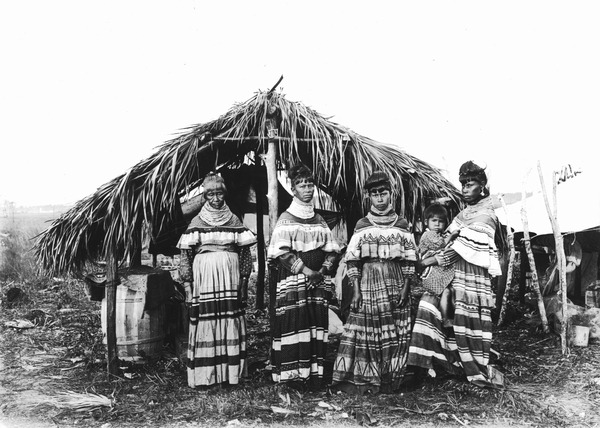
Una familia semínola de Cypress Tiger en 1916.

Tras la desparición de los tequesta y calusa como tribus diferenciadas, los nativos americanos en Florida del sur recibían el apelativo de «indios españoles». Entre la derrota española en la  guerra de los Siete Años en 1763 y el final de la guerra de independencia americana en 1783, el Reino Unido gobernó Florida. El primer uso conocido del término «seminolie» (semínola en español) es de un agente indio británico en un documento fechado en 1771. Los orígenes de la tribu son inciertos, pero los archivos muestran que los creek o miscogui invadieron la península de Florida, asimilando los restos de sociedades precolombinas en la confederación de los creek. La mezcla de culturas es evidente en el idioma de los semínolas, influenciado por las lenguas muskogueanas, notablemente el hitchiti-mikasuki y creek, así como el timucua. A principios del siglo XIX, un agente estadounidense nativo explicó que la palabra «semínola» significa 'fugitivo' o 'roto', aplicable a todos los indios de Florida por haber huido todos de la nación creek. Lingüísticamente, la palabra es una corrupción del vocablo español «cimarrón», que compara su historia migratoria a los caballos asilvestrados.

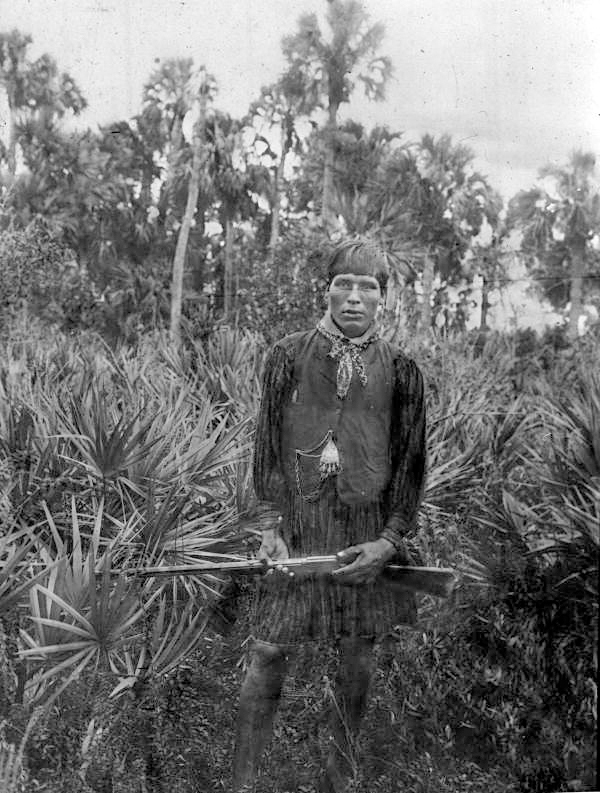
Los semínolas como Charlie Cypress, fotografiado en 1900, hicieron de los Everglades su hogar.

Los creek, que habitaban los actuales estados de Alabama y Georgia, eran conocidos por incorporar en su cultura a las tribus que conquistaban. Algunos esclavos africanos que lograban escapar de Carolina del Sur y Georgia huían a Florida, atraídos por las promesas españolas de liberarles si se convertían al catolicismo, y se incorporaban a la tribu. La tribu semínola se instaló originalmente  en la parte del norte del territorio, pero por el tratado de Moultrie Creek de 1823 se vieron obligados a vivir en una reserva de veinte mil kilómetros cuadrados al norte del lago Okeechobee. Pronto se extendieron más al sur, y su número alcanzó los trescientos en la región de los Everglades, junto con grupos de mikasuki —una tribu similar que hablaba un idioma diferente— de El Ciprés Grande.  A diferencia de los calusa y los tequesta, los semínola dependían más de la agricultura y de la crianza de animales domésticos. También se dedicaban a la caza y comerciaban con los pobladores euroamericanos. Vivían en estructuras llamadas chickees, chozas con techos de paja con los laterales descubiertos, probablemente adaptadas de los calusa.
En 1817, Andrew Jackson invadió Florida para anexionarla a los Estados Unidos lo que desembocó en la primera guerra semínola. Después de la incorporación de Florida al territorio estadounidense, los conflictos entre colonos y semínolas se hicieron más frecuentes. Como consecuencia de la segunda guerra semínola (1835–1842), casi cuatro mil semínolas murieron o fueron desplazados. Las guerras empujaron a los indios hacia el sur y al interior de los Everglades; los que no hallaron refugio allí, se trasladaron al territorio indio de Oklahoma bajo la política de deportación de los indios de los Estados Unidos.
La tercera guerra semínola duró entre 1855 y 1859. Durante el conflicto, murieron veinte semínolas y 240 fueron deportados. Hacia 1913, los habitantes semínolas de los Everglades no llegaban a los 325. Construían sus pueblos en hamacas de madera dura, islas de árboles que se formaban en ríos o bosques de pino. Su dieta consistía en maíz molido y raíces, pescado, tortugas, venado y caza menor.  Los pueblos no eran grandes, debido a la reducida superficie de las hamacas, que ocupaban entre 0,5 y 40 hectáreas. En el centro del pueblo se levantaba una casa para cocinar, y la estructura más grande servía como comedor. Cuando los semínolas vivían en Florida del Norte, confeccionaban ropa con piel de animales, tal como hacían sus precursores, los creek, pero en los Everglades adaptaron sus vestimenta al calor y la humedad, y sustituyeron los pesados pantalones de gamuza por ropa de algodón o seda para las ocasiones más formales.
Como consecuencia de las Guerras Semínolas, aumentó la presencia militar estadounidense en los Everglades, y se exploraron y cartografiaron regiones hasta entonces incógnitas. En 1848, Thomas Buckingham Smith contactó con los oficiales que habían hecho los mapas para consultarlos sobre la viabilidad de drenar la región para el uso agrícola.

### Tiempos modernos
Hasta 1930, unos cientos de semínolas continuaron viviendo relativamente aislados en los Everglades. Las medidas para controlar las inundaciones y los proyectos de drenaje del área que comenzaron a principios del siglo XX abrieron mucha tierra para el desarrollo y alteraron significativamente el ambiente natural, inundando algunas áreas mientras dejaban secar antiguos pantanos para haverlos cultivables. Estos proyectos, junto con la finalización del camino de Tamiami que dividió los Everglades en 1930, simultáneamente terminaron con viejos estilos de vida e introdujeron nuevas oportunidades. A partir de entonces se inició un influjo constante de población no indígena y turistas, y los nativos comenzaron a trabajar en las nuevas granjas y ranchos y tiendas de recuerdos; prepararon el terreno sobre el que se construyó la ciudad de los Everglades y se los consideraba «los mejores bomberos que [el Servicio del Parque Nacional] podría reclutar» cuando el Parque Nacional de los Everglades se incendiaba en tiempos de sequía.
Cuando las áreas metropolitanas en Florida del Sur comenzaron a crecer, la rama micosuki de los semínolas devino estrechamente asociada con los Everglades, simultáneamente buscando la intimidad y sirviendo como atracción turística con actividades como la lucha con caimanes, la venta de arte autóctono, y la organización de ecoviajes por su tierra. En 2008, se contaban seis reservas de micosukis y semínolas en Florida con casinos que mantienen a la tribu.